# Kemaman
Kemaman, oficialmente Distrito de Kemaman, es un distrito de Terengganu, Malasia. Limita con el distrito de Dungun al norte, el estado de Pahang al sur y oeste, y el mar de la China Meridional al oeste. La capital del distrito y centro administrativo de Kemaman es Chukai. El distrito tiene una superficie de 253 559.9 hectáreas (253.56 km²) y en 2010 contaba con una población de 166 439 habitantes.

## Historia
Kemaman era conocido bajo el nombre de Kole en el siglo II a. C., esto según Chersonesus Aure, un mapa dibujado por Claudio Ptolomeo. Según el mismo, el daira contaba dos puertos en la costa este, Perimula y Kole. Los historiadores coincidieron en que Perimula era Kuala Terengganu y Kole era Kemaman.

## Gobierno
Kemaman está gobernado por un gobierno local que es el Consejo del Distrito de Kemaman.

### División administrativa
El distrito de Kemaman se divide en 12 mukims, los cuales son:
- Bandi
- Banggul
- Binjai
- Chukai
- Hulu Chukai
- Hulu Jabur
- Kemasik
- Kerteh
- Kijal
- Pasir Semut
- Tebak
- Teluk Kalong

## Población
En el año 2010, había aproximadamente 166 439 personas en el distrito de Kemaman. La etnia predominante son los malayos, abarcando el 94% de la población, le siguen los chinos con 4.5% y un 0.5% de una etnia diferente.

## Economía
La economía de Kemaman se basa principalmente en las industrias del petróleo, y el acero. El descubrimiento de petróleo de Petronas en la costa de Terengganu en la década de 1980 atrajo la inmigración a Kemaman desde las zonas rurales, así como de otras partes del país, y ayudó al desarrollo económico del daira. El puerto de Kemaman también tiene una terminal de exportación de gas licuado de petróleo.